# Lúčka (Sabinov)
Lúčka (in ungherese Fazekasrét) è un comune della Slovacchia facente parte del distretto di Sabinov, nella regione di Prešov.